# Mensch, Dave!
Mensch, Dave! (Originaltitel Meet Dave) ist eine US-amerikanische Science-Fiction-Filmkomödie aus dem Jahr 2008. Regie führte Brian Robbins, das Drehbuch schrieben Rob Greenberg und Bill Corbett.

## Handlung
Der Schüler Josh Morrison beobachtet mit seinem Teleskop den New Yorker Sternenhimmel, als eine kleine Metallkugel vom Himmel stürzt, das Fenster seines Kinderzimmers durchschlägt und in seinem Aquarium landet. Drei Monate später landet auf Liberty Island ein außerirdisches Raumschiff, das die Form und die Größe eines Menschen hat. Die darin befindlichen kleinen Wesen vom Planeten Nil suchen die zuvor auf die Erde gestürzte Kugel, um die Energiekrise auf ihrem Heimatplaneten zu überwinden. Der Kapitän des Raumschiffs entdeckt an den Menschen deren Charakterzüge und Emotionen und findet Gefallen daran. Mit der Zeit übernehmen immer mehr Crew-Mitglieder menschliche Eigenschaften und entdecken sich selbst neu. Schließlich verzichtet der Kapitän, genannt „Nummer 1“, auf die Durchführung der Pläne zur Ausbeutung der irdischen Ressourcen, die das Leben auf der Erde zerstören würde.
Der Kapitän wird von seinem Stellvertreter „Nummer 2“, der die Zustände im Raumschiff als chaotisch und missionsgefährdend empfindet, des Kommandos enthoben und gefangen genommen. Das Raumschiff wird unterdessen von der irdischen Polizei, die seit der Landung seine Spur verfolgt hat, inhaftiert. Unter der Kontrolle von „Nummer 2“, der ganz auf die Erfüllung des ursprünglichen Auftrags fixiert ist, bricht es jedoch aus der Untersuchungszelle aus, nicht ohne beträchtliche Schäden zu hinterlassen. Der Kapitän wird mit der mittlerweile in ihn verliebten „Nummer 3“ des Raumschiffs verwiesen. Auf den Straßen von New York müssen sie dann einige Gefahren meistern, die sie aber auch ihre Gefühle füreinander erkennen lassen. Mit Glück und Geschick kehren sie zum Raumschiff zurück und können es wieder in ihre Gewalt bringen, denn auch der Großteil der Crew sieht den Planeten Erde als rettungswürdig an. Mit Hilfe von Josh, der die Außerirdischen rechtzeitig mit dem nötigen Energieschub versorgt, verlassen sie die Erde. Auf dem Rückweg ist der Kapitän gewillt, „Nummer 3“ zur neuen Stellvertreterin zu ernennen. Mit den Worten, dass ihr das nicht reichen werde, küssen sie sich.

## Entstehung und Veröffentlichung
Der Film wurde in New York, in Los Angeles und im kalifornischen Pasadena gedreht. Die Produktionskosten wurden auf 60 Millionen US-Dollar geschätzt. Die Dreharbeiten begannen im März 2007. Weltpremiere feierte der Film in Japan beim Yubari International Fantastic Film Festival. Der Film ging in den Kinos der USA am 11. Juli 2008 an den Start. In der Schweiz war er ab dem 13. August 2008 zu sehen. In den deutschen und österreichischen Kinos wurde er ab dem 28. August 2008 gezeigt. Am Eröffnungswochenende kamen in den USA über 5,2 Millionen US-Dollar zusammen, insgesamt spielte er dort bis zum 24. August 2008 etwa 11,6 Millionen US-Dollar ein. An den deutschen Kinokassen wurden knapp 265.000 Besucher gezählt.

## Rezeption
Mensch, Dave! erhielt ein schlechtes Presseecho, was sich auch in den Auswertungen US-amerikanischer Aggregatoren widerspiegelt. So erfasst Rotten Tomatoes größtenteils kritische Besprechungen und ordnet den Film dementsprechend als „Gammelig“ ein. Laut Metacritic fallen die Bewertungen im Mittel „Durchwachsen oder Durchschnittlich“ aus.
James Berardinelli schrieb auf ReelViews, die Prämisse tauge für einen Fernsehfilm, der durch die Teilnahme von Eddie Murphy zum Kinofilm würde. Kein anderer der beteiligten Darsteller sei so amüsant wie Murphy.
Joe Leydon bezeichnete den Film in der Variety vom 14. Juli 2008 als eine angenehme Überraschung, da sich die schlimmsten Befürchtungen der Zyniker nicht bestätigt hätten. Der amüsante Film sei für ein ähnliches Publikum bestimmt wie Dr. Dolittle. Er wirke am besten in jenen Momenten, in denen die Spezialeffekte sparsam verwendet werden, was Murphy selbst erlaube, „als Spezialeffekt zu glänzen“. Der Kritiker lobte die lustige Körpersprache des Schauspielers.
Der Film erhielt im Jahr 2008 eine Nominierung für den Teen Choice Award in der Kategorie „Sommerkomödie“.
Eddie Murphy wurde 2009 in den Kategorien „Schlechtester Schauspieler“ sowie „Schlechtestes Filmpaar“ für die Goldene Himbeere nominiert, da er einerseits einen Außerirdischen, andererseits auch das ihn transportierende Raumschiff (mit Murphys Aussehen) spielte.
2010 wurde Murphy schließlich mit einer Goldenen Himbeere in der Kategorie „Schlechtester Schauspieler des Jahrzehnts“ für seine Darstellung in I Spy (2002), Pluto Nash – Im Kampf gegen die Mondmafia (2002), Showtime (2002), Norbit (2007), Zuhause ist der Zauber los (2009) sowie Mensch, Dave! (2008) ausgezeichnet.

## Belege und weiterführende Informationen
1. ↑   Freigabebescheinigung für Mensch, Dave! Freiwillige Selbstkontrolle der Filmwirtschaft, Juli 2008 (PDF; Prüfnummer: 114 475 K).
2. ↑  Alterskennzeichnung für Mensch, Dave! Jugendmedienkommission.
3. ↑  Internet Movie Database: Drehorte, abgerufen am 31. August 2008.
4. 1 2 3 4  Internet Movie Database: Budget und Einspielergebnisse, abgerufen am 31. August 2008.
5. 1 2 3 4  Internet Movie Database: Starttermine
6. 1 2  Mensch, Dave! In: Rotten Tomatoes. Fandango, abgerufen am 27. Dezember 2024 (englisch, aggregiert aus 101 Kritiken).
7. 1 2  Mensch, Dave! In: Metacritic. Abgerufen am 27. Dezember 2024 (englisch, aggregiert aus 26 Kritiken).
8. ↑  Derek Armstrong: Kritik zu Mensch, Dave! (Memento vom 17. November 2019 im Internet Archive) bei AllMovie (englisch)
9. ↑  Datenbankabfrage bei cinemascore.com
10. 1 2  Filmkritik, ReelViews, James Berardinelli, abgerufen am 31. August 2008. „This is made-for-TV material dressed up by Eddie Murphy’s participation into a theatrical release“
11. ↑  Joe Leydon: Review. 10. Juli 2008, abgerufen am 31. August 2024 (englisch).
12. 1 2 3  Internet Movie Database: Nominierungen und Auszeichnungen

- Weitere Filmlinks:
- IMDb: Link |
- OFDb: Link |
- Filmdienst: Link |
- AFI: Link |
- Box Office Mojo: Link |
- Schnittberichte: Link |
- Synchronkartei: Link |
- TMDb: Link |
- Letterboxd: Link |
- Moviepilot: Link |
- bearbeiten